# Amt Rheinbach-Land
Das Amt Rheinbach-Land war ein Amt im Landkreis Bonn in der preußischen Rheinprovinz und in Nordrhein-Westfalen. Es ging aus der Bürgermeisterei Rheinbach bzw. der Bürgermeisterei Rheinbach-Land hervor. Das Gebiet des Amtes gehört heute zur Stadt Rheinbach im Rhein-Sieg-Kreis.

## Bürgermeisterei
Der Raum Rheinbach gehörte bis zur Franzosenzeit zum kurkölnischen Amt Bonn. Von 1798 bis 1814 standen alle linksrheinischen Gebiete unter französischer Herrschaft. Während dieser Zeit wurde nach französischem Vorbild die Mairie Rheinbach eingerichtet, die zum Kanton Rheinbach im Arrondissement Bonn des Rhein-Mosel-Departements gehörte. Nachdem das Rheinland 1814 an Preußen gefallen war, wurde aus der Mairie die preußische Bürgermeisterei Rheinbach, die 1816 zum neuen Kreis Rheinbach kam. Sie umfasste die Stadt Rheinbach sowie die neun Landgemeinden Flerzheim, Hilberath, Neukirchen, Niederdrees, Oberdrees, Queckenberg, Ramershoven, Todenfeld und Wormersdorf.
Die Stadt Rheinbach erhielt 1862 die Rheinische Städteordnung. Die bestehende Bürgermeisterei wurde den in eine Stadtbürgermeisterei für die Stadt Rheinbach und eine Landbürgermeisterei für die neun Landgemeinden aufgeteilt.

## Amt Rheinbach-Land
Am Ende des Jahres 1927 wurde die Bezeichnung aller rheinischen Landbürgermeistereien in „Amt“ geändert. Die Bürgermeisterei Rheinbach-Land hieß seitdem Amt Rheinbach-Land.
Am 1. Oktober 1932 wechselte das Amt Rheinbach-Land aus dem aufgelösten Kreis Rheinbach in den Landkreis Bonn. Es wurde am 1. August 1969 durch das Bonn-Gesetz aufgelöst. Seine neun Gemeinden wurden Teil der Stadt Rheinbach, die zum neuen Rhein-Sieg-Kreis kam.

## Einwohnerentwicklung
| Jahr | Einwohner | Quelle |
| ---- | --------- | ------ |
| 1871 | 4897      | [ 3 ]  |
| 1885 | 4809      | [ 4 ]  |
| 1910 | 4559      | [ 5 ]  |
| 1925 | 4756      | [ 6 ]  |
| 1939 | 4611      | [ 7 ]  |
| 1950 | 5756      | [ 8 ]  |
| 1961 | 6282      | [ 8 ]  |